# Chalilijja
Chailijja (arab. خليلية) – wieś w Syrii, w muhafazie Aleppo, w dystrykcie Al-Bab. W 2004 roku liczyła 247 mieszkańców.